# Anomisma abnorme
Anomisma abnorme – gatunek ważki z rodziny łątkowatych (Coenagrionidae); jedyny przedstawiciel rodzaju Anomisma. Wcześniej był zaliczany do rodziny Pseudostigmatidae. Występuje w północnej i północno-zachodniej Ameryce Południowej.